# حرشفة (جلد)
الحرشفة أو الفَلس (بالإنجليزية: Scale)‏ هي كتلة مصفحة جافة أو دهنية من الكيراتين.